# Marie Courtois
Marie Courtois, née vers 1655 et morte le 13 octobre 1703, est une miniaturiste française.
Élève de Le Brun, Marie Courtois débuta dans les arts avec succès en peignant la miniature, mais sa carrière fut interrompue de bonne heure lorsqu’elle devint paralytique à l’âge de vingt-deux ans. Elle avait épousé Marc Nattier dont elle eut Jean-Marc Nattier et Jean-Baptiste Nattier.

## Sources
- Ferdinand Hoefer, Nouvelle Biographie générale, t. 37, Paris, Firmin-Didot, 1863, p. 508-9.